# Star Wars: Aftermath - La fine dell'Impero
Star Wars: Aftermath - La fine dell'Impero (Star Wars: Aftermath: Empire's End) è un romanzo di Guerre stellari di Chuck Wendig, pubblicato il 21 febbraio 2017 da Del Rey Books. Il romanzo è il terzo e ultimo della trilogia Aftermath, che esplora il periodo di tempo che intercorre tra Il ritorno dello Jedi e Il risveglio della Forza. In quanto tale è il seguito di Star Wars: Aftermath e Star Wars: Aftermath - Debito di vita. Il romanzo tratta gli eventi intorno alla battaglia di Jakku, l'ultimo atto della guerra civile galattica.

## Trama

### Prologo
Poco prima della battaglia di Endor, l'ammiraglio Gallius Rax fa visita all'Imperatore Palpatine a bordo della Seconda Morte Nera. L'Imperatore, nel tentativo di prepararsi ad ogni risultato possibile, avverte Rax di prepararsi per la Contingenza. Egli ordina inoltre a Rax di prendere lo star destroyer Ravager e di nasconderlo nella nebulosa Vulpinus fino alla risoluzione degli eventi del "punto di rottura". Gli dice infine di tenersi pronto a tornare sull'Osservatorio su Jakku per adempiere il suo destino.

### Prima parte
Sul pianeta Taris il cacciatore di taglie Mercurial Swift è a caccia di una ragazza selvaggia di nome Vazeen Mordaw, che ha rubato un carico di carte d'identità dalla banda di Gindar, che lo aveva rubato a sua volta da alcuni dignitari della Nuova Repubblica. Il lavoro si rivela però uno stratagemma organizzato dai cacciatori di imperiali Norra Wexley, Jas Emari e Sinjir Rath Velus per catturare Swift. Norra e la sua squadra interrogano Swift sul grand'ammiraglio Rae Sloane, la presunta mente dietro l'attacco a Chandrila qualche mese prima. Un insolente Swift riesce a resistere fino a quando Sinjir non minaccia di inviare il droide da battaglia B1 modificato Mister Bones a fare del male a sua madre Tabba Teldar. Swift rivela che Sloane è stata vista l'ultima volta su Jakku insieme ad un uomo e menziona un uomo di nome Gallius Rax. I ribelli lo colpiscono quindi per fargli perdere i sensi e lo abbandonano. Al suo risveglio, Swift cerca vendetta su Jas prendendo una sostanziosa taglia posta dalla malavita sulla sua testa.
Su Chandrila, un'incinta senatrice Leila Organa e suo marito Ian Solo discutono sul crescere il loro bambino non ancora nato e sulla guerra civile galattica. Leila vorrebbe che la Repubblica rivolgesse la sua attenzione a mondi come Tatooine, Kerev Doi, Demesel e Horuz, che sono schiavi dei superstiti imperiali o di organizzazioni criminali. Nonostante l'attacco su Chandrila, la Nuova Repubblica prova a trarre conforto dalla liberazione di Kashyyyk. Leila viene quindi contattata da Norra, che la informa dell'ultimo avvistamento di Sloane su Jakku e di Rax.
A bordo della Moth, il mercantile di Norra, Sinjir e Jas discutono sul concetto di bontà mentre Temmin Wexley confronta sua madre per aver lasciato lui e Mister Bones a bordo della nave. Norra ricorda a suo figlio che stanno viaggiando verso Jakku per trovare sia Sloane che Brentin Lore Wexley. Dopo essere uscita dall'iperspazio sopra Jakku, la Moth scopre una grossa flotta imperiale in orbita intorno al pianeta. Norra programma l'iperguida della Moth per fare ritorno a Chandrila mentre lei e Jas raggiungono Jakku a bordo di un guscio di salvataggio. Temmin invia Mister Bones al seguito di Norra e Jas a bordo di un secondo guscio di salvataggio. Mentre Sinjir opera ai cannoni del mercantile, Temmin schiva i colpi imperiali e riesce ad attivare l'iperguida e a fuggire su Chandrila.
Norra e Jas sopravvivono a un duro atterraggio sui deserti di Jakku. Jas è arrabbiata con Norra per il suo atterraggio improvvisato dal momento che non ha avuto tempo di portare le sue armi. Senza un piano, Norra e Jas decidono di raccogliere il loro equipaggiamento e di continuare la ricerca di Sloane. Nel frattempo su Kashyyyk, Lumpawaroo, figlio di Chewbecca, fugge da un campo di lavoro imperiale per schiavi bambini alle pendici del monte Arayakyak. È inseguito dal sadico comandante Dessard e da altri "pelle di latte" imperiali. Gli imperiali cadono tuttavia in un'imboscata tesa da wookiee armati e soldati della Nuova Repubblica, tra i quali Chewbecca e lo wookiee con un solo braccio Greybok. Mentre Dessard viene fatto prigioniero, Lumpawaroo ha un emozionante ricongiungimento con suo padre.
Su Chandrila la cancelliera Mon Mothma partecipa ad un incontro del Comitato la Riallocazione Imperiale, responsabile della distribuzione delle risorse del defunto Impero Galattico. Il presidente del comitato Sondiv Sella avverte che l'Impero non è ancora stato sconfitto, scatenando una discussione con gli altri senatori, incluso Tolwar Wartol, membro della quasi estinta specie degli Orishen. La consigliera togruta di Mothma Auxi Kray Korbin aggiorna la seduta e istruisce i senatori di ritrovarsi nella nuova capitale della Nuova Repubblica su Nakadia. In privato, Auxi consiglia a Mothma di assumere un nuovo consigliere per sostituire il defunto Hostis Ij, assassinato poco tempo prima durante gli attacchi del giorno della liberazione. Mothma riceve una trasmissione in codice dalla senatrice Leila Organa, che rappresenta il settore di Alderaan.
Otto ore dopo gli eventi sopra Jakku, Temmin e Sinjir aspettano in una sala d'attesa fuori dall'appartamento di Leila e Ian. Temmin prova a convincere Ian a prestare loro il suo mercantile, il Millennium Falcon, in modo tale da poter andare su Jakku e riavere indietro sua madre e Mister Bones. Temmin si appella al debito di vita che Ian deve a lui e Norra per averlo trovato. Ian è restio a prestare loro il Falcon perché ama la sua nave ed è preoccupato per la paternità. Prima che la discussione si intensifichi, Leila e Mothma si intromettono nella conversazione. Mothma chiede a Temmin di raccontarle della flotta imperiale che ha visto sopra Jakku. Mothma rimprovera Leila per aver inviato Norra e la sua squadra in missione non autorizzata per scovare il grand'ammiraglio Sloane. Nonostante Mothma vorrebbe inviare la flotta di difesa della Nuova Repubblica a combattere la flotta di superstiti imperiali radunata sopra Jakku, non può autorizzare nessuna azione militare senza l'approvazione del Senato Galattico. Fuori dall'appartamento, Temmin e Sinjir concordano sul fatto che non possono fare affidamento sulle autorità della Nuova Repubblica per salvare Norra e gli altri.
Su Jakku, Norra e Jas vengono attaccate da due assalitori alieni sconosciuti. Dopo un combattimento, i due alieni vengono uccisi da una pattuglia di stormtrooper, che fanno prigioniere Norra e Jas. Nel frattempo, Sloane e Brentin si ritrovano prigionieri della signora degli Hutt Niima, che è a capo di un culto. Durante la prigionia, Sloane riflette sulla caccia a Gallius Rax. Nei mesi precedenti, Sloane e Brentin avevano scoperto che degli sgherri di Niima avevano rapito dei bambini da piccoli villaggi e orfanotrofi anacoreti per conto di Rax per scopi sconosciuti. Durante il loro lavoro investigativo, Sloane e Brentin scoprono inoltre che Rax ha radunato una grossa guarnigione imperiale in una base improvvisata su Jakku. Dopo delle accese trattative e un breve combattimento, Sloane riesce a convincere Niima a portarli alla fabbrica di armi di Rax.
Molto lontano, nella città nubiana di Theed, Mapo, un bambino orfano, profugo e gravemente ustionato, fa amicizia con l'artista di strada Jar Jar Binks, che è stato ostracizzato sia dai suoi simili che dagli umani di Naboo per il suo ruolo di connivenza all'ascesa dell'Impero. In cerca di redenzione e volendo riportare la gioia nella galassia, Binks accetta di insegnare a Mapo come diventare un clown. Su Chandrila, Ian e Leila autorizzano con riluttanza gli ostinati Temmin e Sinjir a prendere in prestito il Millennium Falcon. Il loro piano di viaggiare verso Jakku viene tuttavia fermato da alcune guardie del Senato, che ordinano ai due di tornare nelle loro stanze.
Nel frattempo, Leila sperimenta un sogno nel quale le forze del Lato Oscuro tentano di impadronirsi del suo figlio non ancora nato. Si sveglia di fianco a suo marito Ian, che le mostra un servizio della HoloNet News. L'avversario politico di Mothma, il senatore Wartol, è apparso su HoloNet denunciandola di aver apparentemente nascosto i rapporti sulle forze imperiali che si radunavano a Jakku. Egli attacca Mothma per essere stata morbida e afferma di essere per un governo che appartenga a tutti i cittadini della galassia. Nel frattempo i consiglieri di Mothma, l'ammiraglio Ackbar e Auxi, incoraggiano la cancelliera rassicurandola sul fatto che aveva ricevuto l'informazione meno di un giorno prima e che sarebbe stato non etico gettare la galassia nel panico rivelando subito l'informazione. Mothma manda Auxi a contattare HoloNet News per fornire un comunicato stampa, mentre Ackbar accetta di inviare una spedizione esplorativa su Jakku.
In seguito, Sinjir confronta Leila e Ian per aver rotto la loro promessa di lasciargli prendere il Falcon in prestito. Leila e Ian rispondono che né loro né Mothma hanno mandato quelle guardie. Essi sospettano che il senatore Wartol abbia mandato quelle guardie perché aveva già informazioni riguardanti la presenza imperiale là. Sentendosi incappato in una cospirazione politica Sinjir decide di fare visita al suo fidanzato hacker Conder Kyl. Nel frattempo Mothma rilascia un comunicato stampa alla giornalista di HoloNet News Tracene Kane e all'operatore di camera sullustano Birt chiarendo di aver saputo della presenza imperiale su Jakku solo il giorno precedente e che le forze armate della Nuova Repubblica hanno inviato la nave da ricognizione Oculus sotto il comando dell'alfiere Ardin Deltura per investigare sulla presenza imperiale intorno al pianeta.
Nell'appartamento di Conder, Sinjir sollecita il suo aiuto nello scovare una cimice nella residenza di Leila. Conder accetta di aiutare Leila a patto che Sinjir gli dica perché ha interrotto la loro relazione. Nel frattempo, un disperato Temmin chiede l'aiuto del capitano Wedge Antilles per trovare una nave per viaggiare a Jakku. Wedge non è in grado di aiutarlo dal momento che lo Squadrone Phantom è stato chiuso per essere intervenuto su Kashyyyk fuori dalla catena di comando della Nuova Repubblica. Wedge consiglia invece a Temmin di aspettare che l'intera flotta della Nuova Repubblica attacchi Jakku.
Nell'appartamento di Leila e Ian, Conder utilizza un piccolo droide sonda portatile per scansionare gli alloggi in cerca di cimici. Nonostante l'edificio sia pulito, Conder trova un dispositivo di ascolto impiantato dentro al droide protocollare bambinaia della coppia T2-LC (soprannominata "Elsie"). Dopo aver tenuto un discorso in Senato per esortalo a votare a favore dell'invio delle forze militari a Jakku, un'esausta Mothma si riposa nel suo ufficio in attesa del risultato del voto. Un desolato ammiraglio Ackbar entra nell'ufficio della cancelliera per informarla che la votazione non è passata; questo significa che la flotta della Nuova Repubblica è stata messa a terra.

### Seconda parte
Su Jakku, Norra si ritrova prigioniera dell'Impero. Dopo essere stata svegliata da un secchio pieno di acque reflue, lei e altri prigionieri tra i quali un alieno dagli occhi a forma di teschio e un uomo di nome Gomm sono costretti a lavorare in un impianto di estrazione di gas kesium. Alla fine di un'estenuante giornata di lavoro, Norra sperimenta i miraggi di Temmin e Sinjin, causati dal caldo. Ella incontra inoltre Mister Bones, che inizialmente confonde con un miraggio. Quando Norra prova a reclamare la proprietà di Bones, le guardie imperiali lo fanno a pezzi.
Nel frattempo, un compiaciuto Swift gongola per la malconcia e imprigionata Jas, che è ora prigioniera di Niima the Hutt. Dopo aver lasciato Taris, Swift è diventato infatti ospite di Niima. Jas riesce tuttavia a liberarsi dalle catene rompendo le sue tre corna craniche e utilizzandole come armi improvvisate contro gli schiavi di Niima. Jas usa quindi le sue corna come chiavi improvvisare per sbloccare le porte del tempio di Niima. Dopo aver combattuto contro schiavi e guardie, Jas si fa strada fino ad un hangar di attracco nel quale incontra due sue vecchie conoscenze, i cacciatori di taglie Embo e Dengar, che sono venuti a raccogliere la taglia sulla sua testa. Jas riesce a convincere Embo a non consegnarla appellandosi alla sua lealtà per la sua defunta zia Sugi. Prima che Dengar possa fermarla, Jas fugge con il mercantile e parte in cerca di Norra.
Su Tatooine, lo sceriffo e sindaco di Freetown Cobb Vanth è stato catturato dai predoni della Chiave Rossa. Il capo dei predoni Lorgan Movellan vorrebbe sfruttare Tatooine come fonte di olio dilarium, ossalato di silicax e schiavi. Un maligno Movellan informa Cobb del suo piano di vendere il neonato Hutt Borgo in modo tale da comprare Tatooine dagli Hutt. Quando la tirapiedi di Movellan Trayness inizia a picchiare il padrone delle bestie Malakili, Borgo inizia a ululare. Prima che Movellan possa trattare con Cobb, alcuni predoni tusken in groppa a dei bantha attaccano le forze della Chiave Rossa a Freetown. Con le sorti invertite, Cobb affronta lo sconfitto Movellan informandolo che lui e Malakili hanno stretto un accordo con i tusken per tenere lontani gli schiavisti. Come "regalo" di addio, Cobb incide un messaggio sul viso di Movellan con la sua lama.
Dopo aver sognato un topo trottante, il distrutto Mister Bones inizia a riavviarsi e le sue parti del corpo si riassemblano e si riparano automaticamente. Dopo essersi riassemblato, Mister Bones attacca i rapitori imperiali di Norra e li uccide. In segno di vendetta per la sua disintegrazione, fa personalmente a pezzi l'ufficiale imperiale Effney da braccio a braccio. Successivamente libera Norra dalla sua gabbia.
La mattina seguente, sulla principale base imperiale del pianeta, il Consigliere dell'Impero Gallius Rax si incontra con il suo vecchio maestro, l'anacoreta Kolob, che gli dice di aver rubato dei bambini su Jakku. Kolob crede nel Lato Chiaro della Forza ed è provocatorio nei confronti di Rax. Al cospetto del seguace del lato oscuro Yupe Tashu, Rax giustizia Kolob accoltellandolo a morte. Rax conferisce quindi con uno dei droidi sentinella del defunto Imperatore, programmato per mostrare il suo viso, che lo informa della presenza di una breccia nel perimetro. Osservando le immagini di sicurezza, Rax riconosce una mascherata Sloane nella carovana di Niima the Hutt.
Nel frattempo, Sloane e Brentin viaggiano insieme alla processione di Niima verso l'Osservatorio. Quando Sloane si lamenta del lento progresso del loro viaggio e accarezza l'idea di assassinare Niima, Brentin le fa notare che non hanno armi. Sloane suggerisce di rubare due wheel-bike ma Brentin insiste sull'attenersi al piano originario di accompagnare la processione di Niima. L'imperiale e il ribelle discutono anche delle rispettive motivazioni per volere morto Rax. Cercando di riprendere il controllo della situazione, Sloane ruba una wheel-bike e viene attaccata dagli schiavi di Niima. Brentin accorre in suo aiuto e i due si ritrovano a combattere Niima, che mette in atto un combattimento sorprendentemente feroce. Il combattimento viene interrotto quando le forze imperiali di Rax iniziano a bombardare il convoglio con dei turbolaser.
Su Christophsis, cinque pellegrini tra i quali un droide sollevatore di carico MA-B0 di nome Mabo, un umano di nome Addar, uno iakaru di nome Jumon, un elomin di nome Madrammagath e una duros di nome Uggorda restituiscono dei cristalli kyber che erano stati rubati dall'Impero. I pellegrini sono membri della Chiesa della Forza e sono stati inviati in questa missione dal pastore e filantropo Brin Izisca. Durante il loro pellegrinaggio vengono braccati da una creatura sensibile alla forza nota come il Kyaddak, che uccide Madrammagath, Uggorda e Jumon. Dopo tredici difficili giorni, i pellegrini sopravvissuti raggiungono un muro di cristallo rotto dove restituiscono i cristalli scavati al loro sito d'origine.
Nell'impianto di estrazione di gas kesium su Jakku, Norra e Mister Bones liberano i prigionieri, inclusi Gomm e l'alieno con gli occhi a forma di teschio. Lei e Bones trovano una speeder-bike e viaggiano per diverse ore attraverso i deserti di Jakku. Alla fine Norra avvista una navetta in lontananza e si riunisce con la sua amica Jas. Dopo la riunione, Jas dice a Norra di aver individuato una Sloane mascherata in compagnia dei seguaci di Niima. Le due discutono poi del loro prossimo piano. Escludendo l'opzione facile di tornare a casa, le due donne decidono di continuare la caccia a Sloane. Bone accetta di unirsi a loro dopo aver dato a entrambe un abbraccio.

### Terza parte
Su Chandrila Sinjir si incontra con lo scoraggiato ex soldato delle Forze Speciali della Nuova Repubblica Jom Barell. Quest'ultimo è stato congedato dalle Forze Speciali per aver preso parte ad una missione non autorizzata su Kashyyyk e ha perso il suo senso del dovere. Sinjir ha trovato un nuovo lavoro nell'agenzia di sicurezza del Senato Galattico e ha bisogno dell'aiuto di Jom per una delicata missione su Nakadia.
Nel frattempo la cancelliera Mothma viaggia con il suo avversario politico, il senatore Wartol, sul suo yacht a tre ponti ganoidiano alla volta della nuova capitale della repubblica su Nakadia. Durante il viaggio attraverso l'iperspazio, Mothma interroga Wartol sui cinque senatori che hanno votato contro l'azione militare pianificata su Jakku: Ashmin Ek di Anthan Prime, Rethalow di Frong, Dor Wieedo di Rodia, Grelka Sorka di Askaji e Nim Tar di Quermia. Dopo qualche resistenza, Wartol ammette con aria di sfida di aver manipolato questi cinque senatori e di aver impiantato un dispositivo di ascolto nel droide protocollare di Leila e Ian. Sapendo che è stata programmata una nuova votazione su Nakadia, Wartol è fiducioso che il voto di Mothma per garantire l'intervento militare su Jakku fallirà nuovamente. Tuttavia, Mothma si gioca il suo asso nella manica rivelando di aver contrabbandato alcuni frutti pta sullo yacht di Wartol. A causa delle severe leggi di Nakadia in tema di biosicurezza, la nave non ottiene il permesso di atterraggio, ritardando così il voto.
Per conto della principessa Leila, Ian, Sinjin, Conder, Jom e Temmin spiano i cinque senatori che hanno votato contro l'intercessione nei confronti dell'Impero. Dopo che Conder ha hackerato i libri mastri elettronici di questi senatori, trova depositi di crediti insoliti sui conti di Ashmin Ek e Dor Wieedo. Nonostante la recessione economica, questi senatori sembrano mantenere ottimi profitti. Le cinque spie si accordano per disperdersi attraverso Quarrow, capitale di Nakadia, e spiare questi senatori per scoprire attività illegali e collegamenti.
Sinjir, Conder, Temmin e Jom seguono quattro senatori in un popolare ristorante di nome Izzk's. Dopo ore trascorse a osservare le loro attività, ricevono la notizia da Ian che due nikto e un klatooiniano sono stati visti dirigersi verso la nave di Wieedo. Dopo essere stato distratto da Dann e Merra, figli della neoeletta senatrice akivana Pima Drolley, Sinjir perde di vista il suo amico Conder e i senatori Ek e Nim Tar. All'esterno, Sinjir individua Ek e Nim Tar mentre stanno parlando in un vicolo secondario. Si avvicina per affrontarli ma viene messo al tappeto da un assalitore sconosciuto.
Su Coruscant, il gran visir Mas Amedda viene tenuto virtualmente prigioniero nel palazzo imperiale per ordine del consigliere Gallius Rax. Dopo un tentativo di fuga fallito, uno scoraggiato Amedda aspetta nelle sue camere. Poco dopo viene avvicinato dalla Brigata Mordicaviglie, un gruppo di bambini di strada che fanno parte del movimento della resistenza contro l'Impero. I Mordicaviglie sono venuti per assassinare il gran visir. Amedda convince tuttavia i bambini ad aiutarlo a scappare nella Nuova Repubblica per porre fine alla guerra civile galattica.
Nell'Osservatorio, il consigliere Rax monitora i movimenti di Niima e Sloane utilizzando i suoi schermi di sicurezza. Niima e i suoi schiavi sopravvissuti si stanno nascondendo all'ombra dell'altopiano occidentale, mentre Sloane e Brentin si stanno nascondendo dietro alla colonna orientale. Tutti i suoi rivali sono intrappolati e bloccati dai turbolaser. Rax convoca quindi l'ex comandante Brendol Hux e lo interroga sui progressi nell'addestramento dei bambini che ha rapito su Jakku. Quando Hux dice a Rax di aver bisogno di più tempo, quest'ultimo lo avverte che il prezzo del fallimento sarebbe stato trascorrere il resto dei suoi giorni a vagare nell'arido mondo deserto.
Nel frattempo, Norra e Jas sorvolano con la loro navetta i resti carbonizzati della carovana di Niima. Le due donne decidono di rapire il grand'ammiraglio Sloane in fuga e di investigare sulla presenza imperiale a Jakku. Alla colonna orientale, Sloane e Brentin decidono di raggiungere l'Osservatorio e scoprire cos'ha in mente Rax. Quando Jas sorvola la colonna orientale con la navetta, Norra individua suo marito e Sloane insieme. Prima che possano intervenire, le forze imperiali arrivano a bordo di navette e fanno prigionieri Sloane e Brentin. Rax ordina inoltre ai suoi stormtrooper di uccidere Niima e il suo seguito. Quest'ultima riesce ad abbattere una delle navette di Rax con la sua sola forza fisica prima di essere raggiunta dai colpi dei blaster imperiali.
Dopo al massacro, Norra e Jas riflettono sullo scontro tra Rax e Sloane e sul coinvolgimento di Brentin nel conflitto. Le due donne incontrano inoltre la ferita Niima, che le convince a riportarla al suo tempio in cambio dei codici di autorizzazione all'Osservatorio imperiale. Su Nakadia Temmin trova Sinjir ferito nel vicolo e i due scoprono di aver perso il contatto con i loro compagni dopo aver perso di vista Ashmin Ek e Nim Tar. Poco dopo, i due trovano Ian incosciente in un bidone della spazzatura fuori da un attracco. Il gruppo si riunisce quindi con Jom e con il senatore rapito Rethalow di Frong a bordo del Millennium Falcon.
Rethalow confessa che lui, Ek e Wieedo sono stati corrotti per votare contro l'intervento della Nuova Repubblica su Jakku in cambio di un accordo commerciale favorevole. Egli rivela inoltre che il figlio di Nim Tar e il jerba di Sorka sono stati rapiti per obbligare la loro collaborazione. Sinjir riesce a convincere Rethalow ad aiutarli a trovare il suo amico Conder affermando di essere un consigliere della cancelliera e minacciando di espellere Frong dalla Nuova Repubblica. In cambio Rethalow gli rivela che il Sole Nero e i Chiave Rossa hanno organizzato il voto contrario in modo da lucrare su un conflitto prolungato. Gli agenti della Nuova Repubblica decidono di trovare il figlio di Nim Tar e il jerba di Sorka.
Nel frattempo, gli ispettori nakadiani completano le loro ricerche di biosicurezza sulla nave del senatore Wartol. Nonostante il contrattempo, Wartol dice a Mothma che i suoi sforzi sono inutili. Ian, Sinjir e gli altri volano con il Millennium Falcon e rintracciano il segnale di Conder in un magazzino agricolo a due isolati di distanza dal Senato di Quarrow. Lungo la strada, sorvolano Mothma e Wartol, che stanno tenendo un discorso con dei membri della stampa, tra i quali Tracene Kane. Il Millennium Falcon fa irruzione nel magazzino e trova Conder ferito e il figlio di Nim Tar. Dopo aver sconfitto una guardia herglic, Sinjir e la sua squadra liberano i prigionieri.
Il ferito Conder accetta di aiutare Sinjir ad hackerare i registri dei senatori. Poco dopo, Mothma si rivolge al Senato Galattico su Nakadia e lo esorta a votare a favore della Nuova Repubblica per inviare forze militari su Jakku. Dopo un periodo di attesa, Auxi la informa che il voto questa volta è passato, preparando il terreno per la battaglia di Jakku.

### Quarta parte
Su Devaron gli Accoliti dell'Aldilà, guidati dall'ex consigliere dell'Imperatore Yupe Tashu, si radunano per un attacco ad un avamposto della Nuova Repubblica in una valle nei pressi delle Montagne Karatokai. Tra gli Accoliti c'è la giovane recluta pantorana Kiza, che ha partecipato alla rivoluzione di Coronet City. Gli Accoliti sono equipaggiati con i manufatti e le reliquie degli antichi Sith defunti. Kiza riceve la maschera del viceré Exim Panshard, che è imbevuta nel lato oscuro della Forza. Il suo compagno Remi è geloso e chiede la maschera. Tashu rimprovera il giovane per aver fatto arrabbiare i "venerabili spettri" e lo costringe a restituire la spada laser Sith. Armati con mazze, lame meccaniche e asce, gli Accoliti attaccano l'avamposto della Nuova Repubblica. Kiza colpisce personalmente diverse persone con la sua spada laser e uccide anche il suo ex amante Remi.
Su Chandrila Leila percepisce la presenza della Forza nel suo figlio non ancora nato. Poco dopo, Ian fa ritorno per informarla che la Nuova Repubblica sta intervenendo su Jakku. Nel frattempo, Sinjir cura le ferite di Conder e i due riflettono sul loro ruolo nell'aver permesso l'approvazione della proposta di legge di Mothma per mandare le forze su Jakku. Fingendosi consigliere della cancelliera, Sinjir ha fatto inviare a Conder ai cinque senatori una missiva che offriva loro il perdono se avessero accettato di votare con la cancelliera. Sinjir ha detto a Nim Tar che suo figlio era al sicuro e ha sostenuto che il prezioso jerba di Sorka fosse stato recuperato. In realtà, il jerba era finito sul mercato nero dei macellai. Sinjir vorrebbe seguire Temmin e Jom su Jakku, ma Conder gli ricorda di non essere un guerriero.
Nel frattempo Jom entra a far parte della squadra del sergente Dellalo Dayson nelle Forze Speciali, che sta partendo con degli Ala-U. Temmin convince invece il capitano Antilles a portarlo su Jakku. Antilles comunica a Temmin di incontrarsi con il risorto Squadrone Phantom all'Hangar 47. Lo sfigurato commodoro Kyrsta Agate riprende il timone della corazzata nadiri di classe Starhawk Concord su richiesta dell'ammiraglio Ackbar.
Su Jakku il consigliere Rax porta i prigionieri Sloane e Brentin nel suo quartier generale imperiale. Rax costringe i due prigionieri a osservare mentre i bambini soldato di Jakku che hanno subito il lavaggio del cervello giustiziano un contingente di stormtrooper a sangue freddo. Rax informa poi il suo pubblico prigioniero che osserveranno l'imminente resa dei conti con la Nuova Repubblica. In presenza del Consiglio Ombra, Rax pronuncia un discorso al vetriolo nel quale esorta i sopravvissuti dell'Impero a distruggere la Nuova Repubblica. Sopra Jakku, le forze dei superstiti imperiali si scontrano con la flotta della Nuova Repubblica.
Al palazzo di Niima, Norra e Mister Bones prendono una navetta per la principale base imperiale mentre Jas rimane indietro per trattare con Swift, Embo, Dengar e la cacciatrice di taglie rodiana Jeeta, che è arrivata per riscuotere la taglia sulla sua testa. Mentre Jas tiene a bada i cacciatori di taglie, Norra e Bones portano la navetta al centro della battaglia. Sopra Jakku la flotta imperiale forma un perimetro difensivo consistente in diversi star destroyer imperiali disposti attorno al super star destroyer Ravager. Le forze della Nuova Repubblica non riescono ad aprire una breccia nel perimetro imperiale e subiscono diverse perdite. Temmin e i suoi compagni di volo dello Squadrone Phantom ingaggiano un gruppo di caccia TIE imperiali con i loto Ala-X.
Mentre è a bordo della sua navetta, Norra assiste all'atterraggio su Jakku dei soldati della Nuova Repubblica per un assalto di terra. Le forze di terra della Nuova Repubblica si scontrano con l'esercito imperiale. Temmin e i suoi compagni di volo dello Squadrone Phantom si uniscono all'assalto di terra e iniziano a bombardare i camminatori imperiali. Il capitano Wedge incarica quindi Temmin di inseguire una navetta imperiale. Prima che Temmin possa abbattere la navetta, Mister Bones abbassa la rampa e saluta il suo padrone. Temmin e Norra iniziano a comunicare e quest'ultima spiega a suo figlio il suo piano di infiltrarsi nella base imperiale nei Campi Affondati. Ella avverte inoltre Temmin di stare lontano dalla base. Temmin incarica Mister Bones di prendersi cura di sua madre.
Su Chandrila la cancelliera Mothma convince Sinjir a lavorare come suo consigliere per le sue doti persuasive e per il suo atteggiamento cinico. Su Jakku Jas riesce a convincere Embo, Dengar e Jeeta a non riscuotere la taglia sulla sua testa in cambio della grazia della Nuova Repubblica per aver cacciato criminali di guerra imperiali come il grand'ammiraglio Sloane. Al rifiuto di Swift, gli altri cacciatori di taglie si ribellano contro di lui. Dopo una lotta, Jas lo lancia fuori dalla rampa della loro navetta corelliana. Jas ingaggia quindi Embo, Dengar e Jeeta nella sua nuova squadra.
Su Bespin Lando Calrissian e Lobot guidano diverse guardie alate di Bespin e soldati della Nuova Repubblica nella riconquista di una Città delle nuvole devastata dalla guerra dai superstiti imperiali guidati dal governatore Ubrik Adelhard. All'interno di un casinò, Lando convince diversi soldati imperiali intrappolati ad arrendersi. Il sergente rifiuta tuttavia di arrendersi e Lando gli spara al cuore con il suo Vitiator. Nella base imperiale principale Brentin si libera dalle catene e libera anche Sloane. Dopo aver preso un turboascensore verso le profondità della base, i due incontrano un'armata Norra e Mister Bones. Dopo un breve confronto, Sloane convince Norra ad aiutare lei e Brentin ad uccidere Gaius Rax e svelare il suo piano segreto.

### Quinta parte
25 anni prima della battaglia di Jakku, il giovane Gallius Rax si incontra con Palpatine, che gli spiega tramite una partita di Shah-tezh perché l'Impero non dovrebbe sopravvivere all'Imperatore. Egli spiega a Rax che la pedina demesne non può sopravvivere senza l'Imperatore e lo incarica di eseguire la Contingenza in caso di sua morte. Successivamente, Rax incontra Armitage Hux, il giovane figlio di Brendol Hux. Sapendo che Brendol ha maltrattato il suo figlio illegittimo, Rax insegna al giovane Armitage a esercitare la sua autorità sui bambini soldato attraverso la violenza.
Sopra Jakku, l'ammiraglio Ackbar esamina sia la battaglia nello spazio che quella di terra. Dopo che lo star destroyer Punishment rompe la formazione della flotta imperiale e sperona lo Starhawk Amity, egli realizza che si è creata un'apertura che ha lasciato esposto il super star destroyer Ravager. Vedendo una possibilità di rompere lo stallo, Ackbar contatta il commodoro Agate. Dopo aver ordinato al suo equipaggio di abbandonare la nave, Agate posiziona la Concord nell'apertura e inizia a scambiare colpi con la Ravager. La Concord viene gravemente danneggiata dal super star destroyer, ma Agate utilizza il potente raggio traente della sua nave per trascinare giù la Ravager verso la superficie di Jakku. Incapace di salvare la Ravager, il grand moff Randd abbandona il suo posto e fugge a bordo di un guscio di salvataggio.
Mentre la Concord trascina con sé la Ravager, le navi da guerra e i caccia della Nuova Repubblica distruggono i motori del super star destroyer. Il sacrificio di Agate inverte l'inerzia della battaglia e Ackbar avverte i soldati e i piloti a terra di fare attenzione ai detriti. Mentre è all'inseguimento di un caccia TIE, l'Ala-X di Temmin viene colpito da un detrito staccatosi dalle astronavi distrutte più in alto e si schianta nel deserto di Jakku. Temmin osserva la Concord e la Ravager schiantarsi su Jakku.
Nel frattempo, Sloane trasporta Norra, Brentin e Mister Bones attraverso una tempesta di sabbia nella valle nella quale Rax ha nascosto il suo segreto. Norra autorizza Bones a uscire dalla navetta per trovare il suo padrone Temmin. Nel caos della battaglia, Temmin viene accerchiato da tre sandtrooper e da un AT-ST. Prima che gli imperiali possano giustiziarlo, Bones balza giù dall'AT-ST e attacca i soldati. Dopo una lotta, i due riescono ad uccidere gli imperiali. Mister Bones salta quindi nella testa dell'AT-ST e uccide il suo manovratore. Tuttavia, due Ala-A di passaggio bombardano l'AT-ST, disintegrando completamente la cabina e Bones al suo interno. Temmin piange la perdita dell'amico.
Su Chandrila, Sinjir e Conder lavorano insieme per sventare un tentativo del senatore Wartol di assassinare la cancelliera Mothma collocando una bomba nel suo ufficio. Utilizzando un frutto pta, Sinjir aizza Wartol a innescare la bomba mentre Conder registra di nascosto la loro conversazione. Di conseguenza, un Wartol caduto in disgrazia viene arrestato per il suo fallito tentato omicidio. Altrove, sul super star destroyer rinominato Liberty's Misrule, il capo dei pirati ermafrodita Eleodie Maracavanya ordina al suo equipaggio di distruggere tre star destroyer di classe Imperial II nel tentativo di guadagnarsi i favori della Nuova Repubblica.
All'Osservatorio, Rax mostra ad Hux una replica dell'Imperialis, lo yacht da diporto dell'Imperatore. Egli incarica Brendol di portare suo figlio e i bambini soldato nelle regioni sconosciute per creare un nuovo Impero. Rax porta poi il consigliere Tashu in una sala ottagonale piena di vecchi computer che proiettano una mappa stellare tridimensionale delle regioni sconosciute basata sulle informazioni raccolte dal grand'ammiraglio Thrawn. Tashu spiega a Rax che l'Imperatore è sempre stato intrigato da una presenza oscura originata dalle regioni oscure. I due entrano quindi in una stanza contenente un pozzo che porta al nucleo di Jakku. Dopo che Tashu ha indossato diverse reliquie Sith, tra le quali una maschera, una lancia, uno stendardo e un olocrone, i due iniziano un rituale del lato oscuro. Terminato il rituale, Rax uccide un ignaro Tashu spingendolo nel pozzo. La caduta di Tashu sancisce l'inizio della Contingenza: la distruzione di Jakku insieme alle flotte dell'Impero e della Nuova Repubblica in orbita intorno al pianeta.
Prima che Rax possa fare ritorno all'Imperialis, viene messo all'angolo dalla sua ex compagna Sloane. Arrivati a questo punto, Sloane, Norra e Brentin hanno capito che il piano di Rax è di distruggere Jakku causando l'esplosione del nucleo del pianeta. Mentre Sloane e Rax combattono, Norra e Brentin tentano di sigillare il pozzo che conduce al nucleo di Jakku mentre discutono se aiutare Sloane. Rax prende presto il sopravvento su Sloane e inizia a romperle alcune dita. Avendo notato la situazione critica si Sloane, Norra e Brentin accorrono in suo aiuto e combattono con Rax mentre il pozzo trabocca. Brentin rimane ucciso durante la lotta ma Norra riesce a passare un blaster a Sloane, permettendole di uccidere Rax.
Su Chandrila Sinjir, Leila e una folla di passanti si raccolgono fuori dall'ufficio distrutto di Mothma. La cancelliera è sopravvissuta, ma la sua assistente Auxi è stata uccisa dall'esplosione. Mothma avvisa quindi Leila che Mas Amedda vuole firmare un cessate il fuoco con la Nuova Repubblica. Decide quindi di arruolare Leila e Sinjir per le negoziazioni di resa. Su Jakku un Rax in punto di morte chiede a Sloane di portare l'Imperialis nelle regioni sconosciute e di incontrarsi con l'ultimo super star destroyer dell'Impero, la Eclipse. Norra e Sloane fanno pace prima di separarsi; la prima recupera il corpo di suo marito e si riunisce con suo figlio, mentre la seconda si dirige nelle regioni sconosciute per ricostruire l'Impero. Norra viene recuperata dalla navetta di Jas ed Embo.
In seguito alla battaglia di Jakku, Mas Amedda e Mon Mothma firmano il concordato galattico su Chandrila, sancendo di fatto la fine della guerra civile galattica. L'Impero si scioglie ufficialmente e gli ufficiali imperiali vengono designati come criminali di guerra. I funzionari non militari come Amedda ricevono un perdono condizionato. Nonostante ciò, alcuni isolati superstiti imperiali continuano a resistere nella Nuova Repubblica. Su Jakku, Niima prende il comando di un mercato nero di cianfrusaglie e detriti della battaglia di Jakku. Su Akiva, Norra e Terrin seppelliscono il caduto Brentin e il braccio di Mister Bones prima di fare ritorno su Chandrila.
Altrove, Jas piange la morte del suo ex fidanzato Jom durante i combattimenti su Jakku. Ella riesce a ottenere l'amnistia completa per Embo, Dengar e Jeeta e abbastanza soldi per formare una nuova squadra di cacciatori di taglie. Nel corso delle celebrazioni, Leila e Ian festeggiano la nascita del loro figlio Ben Solo nel giorno della firma del concordato galattico. In seguito ad una riunione in un bar, Norra e la sua vecchia squadra seguono strade separate. Norra e suo figlio troveranno poi lavoro con Wedge Antilles nella nuova accademia di volo della Nuova Repubblica su Hosnian Prime. Sinjir continua invece nel suo lavoro insieme a Sinjir come consigliere della cancelliera Mothma.

### Epilogo
Nel frattempo, il grand'ammiraglio Sloane utilizza i dati forniti dal defunto Gallius Rax per seguire una rotta attraverso le regioni sconosciute. Ella costringe il distrutto comandante Hux ad addestrare suo figlio Armitage come suo successore e a instillare la disciplina negli ex bambini soldato di Hux. Dopo mesi di viaggio, Sloane e il suo equipaggio raggiungono finalmente la Eclipse nello spazio profondo. Sloane e Hux giurano di fondare il Primo Ordine con l'obiettivo di ricostruire l'Impero.